# George Thorogood
George Thorogood (ur. 24 lutego 1950) – amerykański muzyk rockowy i bluesowy z Wilmington, w stanie Delaware. Od początku kariery występuje z towarzyszeniem grupy The Destroyers.

## Życiorys
Rozpoczynał karierę jako muzyk akustyczny we wczesnych latach 70 a jego inspiracjami byli Robert Johnson i Elmore James. Wraz ze szkolnym przyjacielem, perkusistą Jeffem Simonem, założył formację The Destroyers, która towarzyszy mu w studiu nagraniowym i na koncertach aż do chwili obecnej. W 1981 Thorogood występował jako support act podczas amerykańskiej trasy The Rolling Stones. 
Popularność radiową zdobył w latach 80., zwłaszcza takimi utworami jak "Bad to the Bone" i "Drink Alone". Spopularyzował także bluesowe standardy jak "Move It On Over", "Who Do You Love?" i "House Rent Boogie / One Bourbon, One Scotch, One Beer". "Bad to the Bone" wykorzystano w ścieżkach dźwiękowych licznych filmów i seriali (Miami Vice, Terminator 2: Dzień sądu).
Wraz ze swym zespołem, Delaware Destroyers, Thorogood wydał ponad 20 albumów, z których dwa zdobyły status platyny, a sześć – status złotej płyty. Sprzedał około 15 milionów albumów na całym świecie. Thorogood i jego zespół nadal intensywnie koncertują i w 2014 roku obchodzili swoje 40-lecie kariery.

## Muzycy towarzyszący

### The Destroyers
- George Thorogood – wokal, gitara
- Jeff Simon – perkusja (od 1973)
- Billy Blough – gitara basowa (od 1977)
- Jim Suhler – gitara (od 1999)
- Buddy Leach – saksofon, pianino (od 2003)

### Byli muzycy
- Ron "Roadblock" Smith – gitara (1973–1980)
- Hank "Hurricane" Carter – saksofon (1980–2003)
- Steve Chrismar – gitara (1985–1993)

## Dyskografia

### Albumy studyjne nagrane z the Destroyers
- 1977: George Thorogood and the Destroyers
- 1978: Move It on Over
- 1979: Better Than the Rest (nagrany w 1974)
- 1980: More George Thorogood and the Destroyers
- 1982: Bad to the Bone
- 1985: Maverick
- 1986: Nadine
- 1988: Born to Be Bad
- 1991: Boogie People
- 1993: Haircut
- 1997: Rockin' My Life Away
- 1999: Half a Boy/Half a Man
- 2003: Ride 'Til I Die
- 2006: The Hard Stuff
- 2009: The Dirty Dozen
- 2011: 2120 South Michigan Ave.
- 2015: George Thorogood and the Delaware Destroyers

### Albumy koncertowe
- 1986: Live (Platinum)
- 1995: Live: Let's Work Together
- 1999: Live in '99

### Albumy solowe
- 2017: Party of One